# Богдан Стимов
„Богдан Стимов“ е български игрален филм от 1917 година на режисьора Георг Якоби, по сценарий на Алфред Дойч. Филмът е с пропагандна цел и е поръчан от българското правителство с цел запознаване на Запада с причините, поради които България влиза в Първата световна война.
Сюжетът разказва за млад македонски българин, попаднал в турски затвор и избягал в Америка. В началото на Първата световна война заминава за България, където се включва в редовете на българската армия и воюва на Македонския фронт.

## Състав
- Георг Раймерс – Богдан Стимов
- Лоте Меделски – Ана
- Карл Гьоц – Селският идиот
- Алфред Валтерс
- Мариета Пикавер
- Ойген Франк
- Ханс Лакнер
- Фриц Вреде
- Йозеф Ребенгер
- Виктор Франц
- Ойген Янсен
- Цар Фердинанд – като себе си
- Царица Елеонора – като себе си